# Rurp
Il rurp (acronimo di "Realized Ultimate Reality Piton") è un micro-chiodo delle dimensioni di un francobollo, utilizzato in alpinismo per le fessure verticali ed orizzontali più piccole.

## Le origini
I primi esemplari di rurp furono sperimentati nel 1961 da Yvon Chouinard e Tom Frost sulle pareti della Yosemite Valley, in California.  I primi prototipi erano stati realizzati con dell'acciaio derivante da lame di seghe industriali per metalli. Nel giro di pochi anni, la nuova invenzione si diffuse notevolmente.
I modelli attuali, prodotti da ditte come Black Diamond e Cassin, sono normalmente in acciaio al cromo-molibdeno.

## Utilizzo
Viene utilizzato per l'arrampicata artificiale, in particolare su vie di una certa difficoltà. Si utilizza in maniera analoga ad un normale chiodo da roccia, inserendolo però in fessure molto piccole. Ha un'ottima tenuta sulle fessure orizzontali, mentre non è altrettanto valido su quelle verticali.
Un suo difetto tipico è la difficoltà di estrazione, dovuta essenzialmente alla scarsa tenuta dell'anello metallico agganciato. L'estrazione può essere facilitata appaiando un anello di cordino o fettuccia al cavetto metallico. Esiste un modello dotato di un apposito dentino posteriore, sul quale far forza per estrarre il rurp.
È considerato un attrezzo per la progressione, più che per l'assicurazione, anche se può essere utilizzato come protezione su alcune vie in libera di elevata difficoltà.